# Lata nauki Wilhelma Meistra
Lata nauki Wilhelma Meistra (niem. Wilhelm Meisters Lehrjahre) – powieść z gatunku bildungsroman autorstwa Johanna Wolfganga von Goethego. Po raz pierwszy ukazała się w latach 1795/1796. Powieść składa się z ośmiu ksiąg i opiera się treściowo na nieopublikowanym za życia Goethego fragmencie teatralnym Posłannictwo teatralne Wilhelma Meistra.
Polski przekład Piotra Chmielowskiego ukazał się w Warszawie w 1893 roku (w tomie Wilhelm Meister: (obie części)).
W 2020 roku, nakładem wydawnictwa Kronos ukazał się również drugi przekład dzieła "Lata nauki Wilhelma Meistra", przełożyli Wojciech Kunicki, Ewa Szymani, posłowiem i komentarzem opatrzył Wojciech Kunicki (Fundacja Augusta hr. Cieszkowskiego), Warszawa 2020.
Luźną adaptacją powieści jest film Fałszywy ruch w reżyserii Wima Wendersa. Późniejszym dopełnieniem tej powieści są Lata wędrówki Wilhelma Meistra (Wilhelm Meisters Wanderjahre, 1821, wyd. pol. 1893)

## Fabuła
Wilhelm Meister to młody kupiec, który uważa, że jego powołaniem jest zostać aktorem dramatycznym, odkąd rodzice kupili mu teatrzyk kukiełkowy. Zatrudnia się w wędrownej trupie i odkrywa świat, miłość, kręgi towarzyskie. Jego zdaniem literatura i teatr mogą zmieniać społeczeństwo, ponieważ pozwalają zbliżyć do siebie rzeczywistość i ideał, dwa nierozdzielne bieguny.